# بيلي بوندز
بيلي بوندز (بالإنجليزية: Billy Bonds)‏ هو مدرب كرة قدم ولاعب كرة قدم بريطاني، ولد في 17 سبتمبر 1946 في Woolwich ‏ في المملكة المتحدة. لعب مع تشارلتون أثلتيك ووست هام يونايتد.

## وصلات خارجية
- بيلي بوندز على موقع قاعدة بيانات كرة القدم.إي يو (الإنجليزية)